# Merarca
El merarca (en griego: μεράρχης, romanizado: merarches), era un rango militar bizantino aproximadamente equivalente a un general de división.

## Historia
El título deriva de las palabras griegas meros (griego: μέρος, "parte, división") y archein (ἄρχειν, "gobernar, ordenar"). El término merarca se atestigua por primera vez a finales del siglo VI en el Strategikon, un manual militar atribuido al emperador bizantino Mauricio (r. 582-602), aunque el historiador Warren Treadgold ha sugerido que el rango y la formación correspondiente se remontan al reinado del emperador Zenón (r. 474-499). En la época del Strategikon, un ejército de campo (comandado por un strategos) comprendía generalmente tres mere, cada uno probablemente de cinco a siete mil hombres. Los meros a su vez se dividían en varios moirai que consistían en un número de tagmata o banda, cada uno comandado por un dux (‘general’).
Esta división se mantuvo en el posterior ejército bizantino, aunque ya desde el siglo VII, el término merarca se utilizó con menos frecuencia, siendo abandonado a favor de turmarca; asimismo, el turma sustituyó a los meros tanto en el lenguaje técnico como en el común. La equivalencia de ambos términos está explícitamente atestiguada en la Taktika del emperador León VI el Sabio (r. 886-912). Los turmas eran ahora las principales subdivisiones territoriales y tácticas de un cuerpo de ejército provincial (thema). Cada tema, de nuevo bajo un strategos, se dividía normalmente en tres turmas, que a su vez se dividían a su vez en drungos (análogo al antiguo moirai) y luego en banda. Dependiendo del tamaño del tema, el número de la banda variaba, y en consecuencia la fuerza numérica de cada meros/tourma podía oscilar entre unos 1000 y 5000 hombres.
Dado que el merarca -que también se encuentra en la forma corrompida meriarca (en griego: μεριάρχης)- se distingue a veces en las fuentes (por ejemplo, el Kletorologion de Filoteo) del otro tourmarchai, el erudito John B. Bury sugirió que en los siglos IX y X, el merarca era un puesto distinto, ocupado por el turmarca adjunto como ayudante y adjunto al estratego temático sin ninguna zona geográfica bajo su mando, a diferencia de los dos turmarcas "regulares". El descubrimiento de un sello de un merarca de Cnosos muestra que sí tenían asignaciones territoriales, lo que llevó a Alexander Kazhdan a rechazar la hipótesis de Bury en el Diccionario Oxford de Bizancio. El historiador militar John Haldon, en su edición de los Tres Tratados sobre Expediciones Militares Imperiales, en esencia estuvo de acuerdo con la propuesta de Bury, respecto a la merarches como comandante de la turma que comprende el distrito donde se encontraban los cuarteles generales temáticos. Según Haldon, esto también explicaría su aparentemente inferior rango en relación con el otro turmarca, ya que era miembro del personal de estratego y no un comandante independiente.
Hay referencias a un miriarca bizantino en dos crónicas latinas del sur de Italia en el siglo XI. El significado del título en este contexto no está claro y el nombre del funcionario no está registrado.
El título ha sido revivido en el moderno Ejército Griego, donde merarco (Griego: μέραρχος) es el término usado para el oficial al mando de una División o merarquía (Griego: μεραρχία), independientemente de su rango real.